# Koert Meuleman
Koert Meuleman (IJsselmuiden, 15 november 1909 – Wilsum, 2 maart 2004) was een Nederlands politicus voor de Staatkundig Gereformeerde Partij (SGP).
Meuleman was een veehouder uit IJsselmuiden, die ruim acht jaar als eenling de SGP vertegenwoordigde in de Eerste Kamer. Hij had een lange staat van dienst als wethouder in IJsselmuiden en was daarnaast Statenlid in Overijssel. In de Eerste Kamer was hij woordvoerder over uiteenlopende onderwerpen in ruim honderd debatten, waarbij hij steeds een orthodox-protestants geluid liet horen en regelmatig de Schrift aanhaalde.

## Onderscheiding
- Ridder in de Orde van Oranje-Nassau (1978)

- Biografisch Portaal: 60681721
- Parlement.com: vg09llgpo1q7